# Hong Kong Academy for Performing Arts

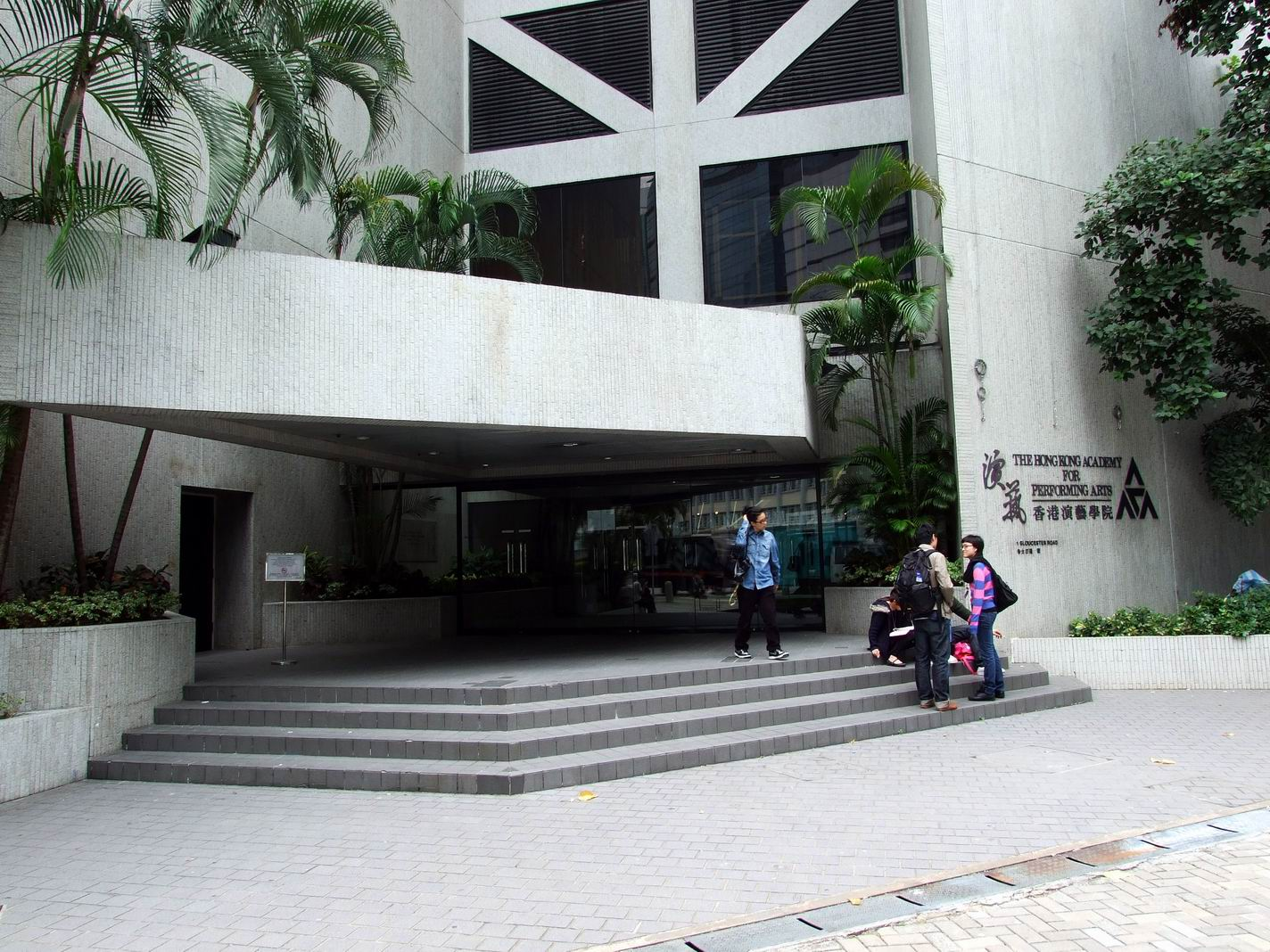
Ingresso nel novembre 2007

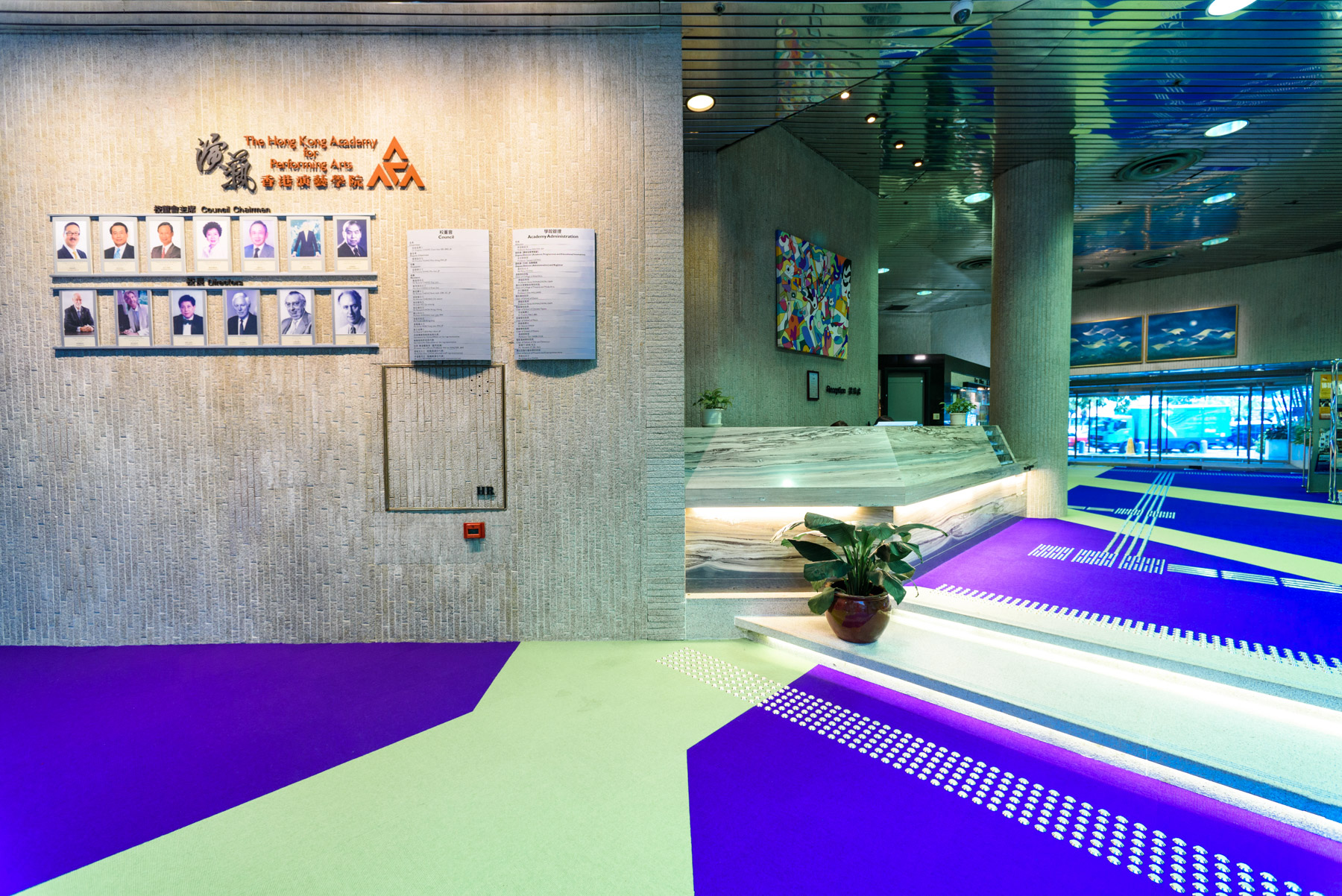
Lobby nell'agosto 2016

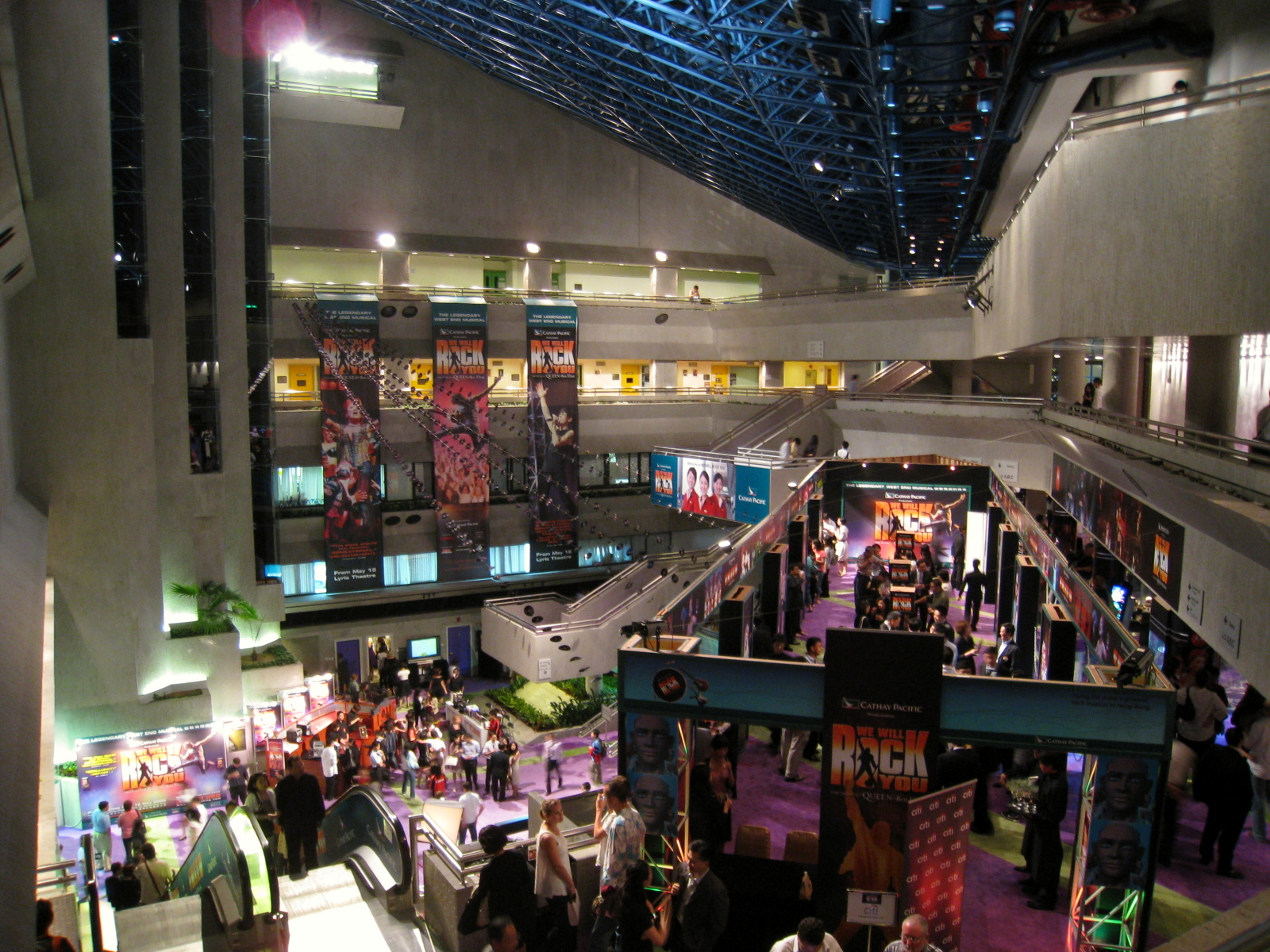
Atrio del campus nel giugno 2008

La Hong Kong Academy for Performing Arts (HKAPA) è un fornitore di istruzione terziaria di Hong Kong. Situato vicino alla costa settentrionale di Wan Chai, sull'Isola di Hong Kong, il campus principale funge anche da sede per spettacoli. Oltre al campus principale di Wan Chai, Bethanie, il sito del Landmark Heritage Campus dell'istituto a Pok Fu Lam, ospita la School of Film and Television dal 2007.
L'Accademia offre diplomi orientati alla pratica e professionali, diplomi avanzati, studi universitari e post laurea in Opera cinese, danza, dramma, cinema e televisione, musica e arti del teatro e dell'intrattenimento. La sua politica educativa riflette la diversità culturale di Hong Kong rispetto alla priorità delle tradizioni cinesi e occidentali e sull'apprendimento interdisciplinare. L'Accademia si è collocata al 1º posto in Asia per quattro anni consecutivi e al 10º al mondo per due anni consecutivi nella classifica QS World University del 2022 per soggetto (Arti dello spettacolo).
Ogni anno l'accademia iscrive circa 750 studenti per i suoi programmi a tempo pieno e circa 770 studenti per il suo programma di musica per ragazzi e il programma per giovani ballerini dotati. Inoltre il suo ampio programma EXCEL, Extension and Continuing Education for Life, offre corsi di arricchimento personale part-time e formazione professionale in servizio a quasi 8.000 studenti ogni anno.

## Descrizione e storia
All'inizio del 1981, il Royal Hong Kong Jockey Club informò il governatore Murray MacLehose che era disposto a finanziare un altro progetto di scala paragonabile alle sue recenti grandi imprese, che includevano l'Ocean Park e il Jubilee Sports Centre. Il governo rispose con una proposta per sviluppare un'accademia per le arti dello spettacolo. L'accademia avrebbe completato gli spazi per le arti dello spettacolo aperti sul territorio dal Consiglio Urbano e offerto opportunità ai giovani creativi proprio come il Jubilee Sports Center, sviluppato per servire i giovani sportivi.
Il 15 settembre 1981 il Jockey Club annunciò formalmente l'intenzione di costruire l'accademia su un appezzamento di terreno libero a Wan Chai, concesso dal governo, tra l'HMS Tamar e l'Hong Kong Arts Centre. L'accademia fu fondata nel 1984. All'inizio degli anni '90, l'APA diventò un'istituzione per la concessione di diplomi.
Il campus principale è stato progettato dall'azienda locale Simon Kwan and Associates, che era tra le sei aziende invitate a presentare progetti in un concorso limitato. Comprende il Blocco Accademia, il Blocco Teatro e il Blocco Amministrazione. Il Blocco Amministrativo era pronto per l'occupazione nel luglio 1985. Il Blocco dell'Accademia fu formalmente aperto il 18 settembre 1985 dal governatore Edward Youde. Il Theatre Block è stato inaugurato dalla Duchessa di Kent il 3 febbraio 1986, lo stesso giorno in cui iniziò la stagione lirica inaugurale nell'ambito dell'Hong Kong Arts Festival del 1986. Il modello del 1981 prodotto per il concorso di architettura è ora detenuto dal museo M+.
In 2006 the academy established a second campus at Béthanie in Pok Fu Lam. It mainly houses specialist facilities for the School of Film and Television.
Il campus originale è stato progettato per una popolazione studentesca di 600 studenti. L'accademia ha dovuto affrontare vincoli di spazio poiché le iscrizioni sono aumentate gradualmente, costringendo a pianificare l'espansione del campus. Lo Schema 334 ha ulteriormente esacerbato il problema. Nel giugno 2012 il Consiglio legislativo ha approvato un finanziamento di 444,8 milioni di dollari per la costruzione di un blocco annesso di nove piani e altri miglioramenti del campus, attualmente in costruzione. L'ampliamento ospiterà aule, studi, laboratori, aule di musica, uffici e strutture di supporto.
L'accademia sta lavorando con il Distretto Culturale di West Kowloon, che è in costruzione, sui piani educativi e sull'utilizzo dei luoghi.

## Direzione
L'accademia è disciplinata dall'ordinanza dell'Accademia di Hong Kong per le arti dello spettacolo, approvata nel 1984 dal Consiglio legislativo. Secondo la normativa l'Accademia ha il compito di "promuovere e fornire formazione, istruzione e ricerca nelle arti dello spettacolo e nelle arti tecniche correlate". L'organo di governo dell'istituto è chiamato Council of The Hong Kong Academy for Performing Arts, che è responsabile della nomina di un direttore che sovrintende al funzionamento quotidiano dell'accademia.
L'accademia è finanziata attraverso le tasse universitarie e una sovvenzione fornita dall'Ufficio per gli affari interni. Questa disposizione differisce dalla maggior parte delle altre istituzioni post-secondarie del territorio, che sono finanziate dal Comitato Borse di Ateneo.
Kevin Thompson è stato direttore dell'Accademia dal 2004 al 2012. Durante il suo mandato l'istituto ha stretto legami internazionali, inclusi accordi con la Juilliard School di New York City e college della terraferma e ha introdotto master in discipline delle arti dello spettacolo. Thompson ha anche avviato la pianificazione per l'espansione del campus. Il professor Adrian Walter è stato ingaggiato nel 2012. Dal 2008 era preside di musica presso l'Australian National University di Canberra. La professoressa Gillian Choa è succeduta come nuovo direttore dell'Accademia con effetto dal 1º gennaio 2021. La professoressa Choa è la prima donna Direttore dalla fondazione dell'Accademia nel 1984.

## Unità accademiche
L'Accademia offre programmi accademici dal diploma/base fino al livello di laurea magistrale in sei facoltà:
- Scuola di Opera Cinese
- Scuola di Danza
- Scuola di Arte Drammatica
- Scuola di Cinema e Televisione
- Scuola di Musica
- Scuola di Arti teatrali e dello Spettacolo

## Strutture di servizio
- Teatro Lirico, con 1.181 posti.
- Teatro drammatico, con 415 posti.
- Sala Concerti, con 382 posti.
- Sala Recital, con 134–202 posti
- Studio Theatre, con 120–240 posti
- Teatro Wellcome al Campus di Béthanie

## Ex alunni famosi
- Power Chan, attore televisivo e cinematografico di Hong Kong
- Sunny Chan, attore televisivo e cinematografico di Hong Kong
- Louis Cheung, cantante, cantautore e attore di Hong Kong Cantopop[24]
- Rachel Cheung, pianista di Hong Kong
- Cheung Tat-ming, attore, comico, regista e scrittore di Hong Kong
- Jim Chim, attore e comico di Hong Kong
- Candace Chong Mui Ngam, drammaturgo di Hong Kong
- Athena Chu, attrice e cantante di Hong Kong
- Candy Chu, attrice di Hong Kong per la stazione televisiva Hong Kong TVB
- Katy Kung, attrice di Hong Kong
- Gigi Lai, attrice di Hong Kong e cantante di Cantopop
- Joey Leung, attore di Hong Kong
- Charmaine Li, attrice della Television Broadcasts Limited

- Alan Mak, regista di Hong Kong
- Yan Yan Mak, pluripremiato regista di Hong Kong
- Marco Ngai, attore di Hong Kong
- Kearen Pang, attrice, scrittrice di Hong Kong
- Louisa So, attrice di Hong Kong in fiction e serie TV
- Gem Tang Zhi-kei, cantautrice e attrice di Hong Kong
- Anthony Wong, pluripremiato attore, sceneggiatore e regista di Hong Kong
- Wong Cho-lam, attore teatrale, regista teatrale e attore televisivo di Hong Kong
- Mandy Wong, attrice televisiva di Hong Kong
- Tak Chiu Wong, sassofonista di Hong Kong
- Neo Yau, attore di Hong Kong
- Yvonne Yung, attrice di Hong Kong
- Rebecca Zhu, attrice di Hong Kong